# Linea gialla (metropolitana di Montréal)
La linea gialla (in francese: Ligne jaune), conosciuta anche come linea 4 (in francese: Ligne 4), è una delle quattro linee della metropolitana operante a Montréal, nel Québec, Canada. Era popolare quando ha aperto il servizio perché ha collegato il centro di Montréal con l'Expo 1967 e La Ronde all'Île-Sainte-Hélène.
La linea ha tre stazioni e viaggia sotto il fiume San Lorenzo tra l'isola di Montreal e Longueuil. Faceva parte della rete iniziale della metropolitana ed era numerata in combinazione con la linea 3, un percorso che è stato successivamente cancellato. È anche la prima linea della metropolitana a lasciare l'isola. Tutte e tre le stazioni della linea sono state rinominate dalla loro apertura.

## Storia
Nel novembre 1961, il Consiglio Comunale di Montreal decise di costruire la rete metropolitana. La linea gialla non faceva parte dei piani originali. Un anno dopo, tuttavia, fu accettata la proposta di Montréal di ospitare l'Expo 1967. La costruzione della linea rossa (linea 3) è stata annullata, e invece la linea gialla è stata costruita per sviluppare il sito espositivo su due isole del fiume San Lorenzo e per collegare il sobborgo in rapida crescita di Longueuil. L'apertura della linea avvenne il 1 aprile 1967. Nelle prime quattro settimane, la stazione sull'isola di Sant'Elena serviva solo ai lavoratori edili del sito di Expo. Aprì infine al pubblico il 28 aprile 1967, il giorno dopo l'apertura ufficiale dell'Expo 67.

## Future estensioni
Nel giugno 2008 la città di Montreal ha proposto una serie di miglioramenti del servizio e di estensioni della metropolitana, compresa la proiezione della linea gialla da Berri-UQAM alla stazione di Mcgill per facilitare la congestione di quella parte della linea verde. Nel dicembre 2011 è stata annunciata l'estensione a Longueuil.
L'ex Agence métropolitaine de transport (ora ARTM) ha pubblicato uno studio, Vision 2020, nel dicembre 2011. Secondo questo studio, ci sono piani per la linea gialla da estendere ulteriormente nella città di Longueuil lungo Roland-Therrien Boulevard. Le sei nuove stazioni collegherebbero aree residenziali, centri commerciali e diverse scuole.
Le sei stazioni proposte si trovano alle seguenti intersezioni:
1. Saint-Charles/Joliette
2. Saint-Charles/Saint-Sylvestre
3. Gentilly/Chambly
4. Gentilly/Roland-Therrien
5. Curé-Poirier/Roland-Therrien
6. Jacques-Cartier/Roland-Therrien

## Materiale rotabile
Dall'apertura della linea nel 1967 fino al 1976, le vetture MR-63 furono utilizzate sulla linea gialla. Dopo l'introduzione delle vetture MR-73 nel 1976, queste ultime sostituirono le vecchie MR-63. Nel 2008 le MR-63 sono state nuovamente utilizzate sulla linea gialla; nel 2017, le MR-63car hanno iniziato a essere ritirate. Nel giro di pochi mesi, la STM ha completamente sostituito tutte le MR-63car con il nuovo MR-73. L'ultimo percorso di un MR-63 è stato nel giugno 2018.

## Stazioni
- Berri-UQAM
- Jean-Drapeau
- Longueuil–Université-de-Sherbrooke